# 第18回日本レコード大賞
第18回日本レコード大賞は、1976年（昭和51年）12月31日に帝国劇場で行われた、18回目の『日本レコード大賞』である。

## 概要
部門賞の発表は11月19日に「第18回速報！日本レコード大賞」のタイトルで帝劇で発表された。
第18回の大賞は、都はるみの「北の宿から」に決定した。都はるみは初の受賞。女性演歌歌手の受賞は第7回の美空ひばり以来11年ぶり。大賞の発表は審査会場に居る吉田信審査委員長から発表した。
審査員の得票は、60人中「北の宿から」が45票と圧勝であった。
この年の大賞候補曲ベスト10（大賞・最優秀歌唱賞・歌唱賞の候補）は、発表順に研ナオコの「あばよ」、森進一の「さざんか」、西城秀樹の「若き獅子たち」、野口五郎の「針葉樹」、布施明の「落葉が雪に」、都はるみの「北の宿から」、八代亜紀の「もう一度逢いたい」、森昌子の「恋ひとつ雪景色」、山口百恵の「横須賀ストーリー」、梓みちよの「メランコリー」である。
作詩賞は、阿木燿子が28票、荒井由実が8票、中島みゆきが5票、阿久悠が4票、みなみらんぼうが2票を獲得し、唯一過半数を獲得した阿木に決定した。
作曲賞は、一次審査で宇崎竜童が20票、三木たかしが15票、小林亜星が8票、田山雅充が3票、佐瀬寿一が1票。決選投票では宇崎が26票、三木が21票で宇崎の受賞が決定した。
編曲賞は、一次審査で松任谷正隆が12票、萩田光雄が12票、竹村次郎が10票、服部克久が9票、瀬尾一三が4票。決選投票では萩田が24票、松任谷が23票で萩田の受賞が決定した。
企画賞は、「山田五十鈴を聴く」が30票、「我等のテナー：藤原義江全集」が26票、「およげ!たいやきくん」（子門真人）が24票、「G.S」（ダウン・タウン・ブギウギ・バンド）が8票、「佃囃子〜忘れかけていた下町の心〜」（十朱幸代）が5票、「父と娘」（ダーク・ダックス）が0票となり、上位の「山田五十鈴を聴く」と「我等のテナー」に決定。
特別賞は、満場一致で美空ひばりとダーク・ダックスに決定した。
新人賞（最優秀新人賞の候補）は、一次審査で内藤やす子の「想い出ぼろぼろ」が45票、ピンク・レディーの「ペッパー警部」が36票、芦川よしみの「雪ごもり」が31票、角川博の「嘘でもいいの」が31票、新沼謙治の「嫁に来ないか」が27票、吉田真梨が27票、朝田のぼるの「白いスカーフ」が15票、矢野顕子の「津軽ツアー」が8票を獲得。上位4組の内藤・ピンク・芦川・角川の受賞が決定した後5組目の選考投票が行われ、新沼が27票・吉田が20票となり新沼の受賞が決定した。
大衆賞は、郷ひろみ、キャンディーズ、中村雅俊、二葉百合子、加山雄三の5組がノミネートされ、郷の受賞が決定した。
視聴率は1.1P下落の41.9%。
新御三家（郷ひろみ・西城秀樹・野口五郎）が揃って受賞したのは初めて。
今回は「補佐役」が存在せず、また第14回（1972年）以来女性、司会を務めた森光子は今回を以て降板、更に第11回（1969年）に初担当して以来、単独で男性司会を務めた高橋圭三は、次回次々回では久米宏（当時TBSアナウンサー）とのコンビで男性司会を務める。

## 司会
- 高橋圭三 - 8度目の司会。
- 森光子 - 5度目の司会。
- 審査会場リポーター = 押阪忍
- 解説役＝玉置宏 - 司会を含めると3年ぶり2度目の担当。
- ラジオ中継実況：渡辺謙太郎、山田二郎、林美雄

## 受賞作品・受賞者一覧

### 日本レコード大賞
- 「北の宿から」
  - 歌手:都はるみ
  - 作詞:阿久悠 - 5年ぶり2度目。
  - 作曲:小林亜星
  - 編曲:竹村次郎

### 最優秀歌唱賞
- 「もう一度逢いたい」
  - 歌手:八代亜紀

### 最優秀新人賞
- 内藤やす子（曲:「想い出ぼろぼろ」）

### 歌唱賞
- 研ナオコ「あばよ」
  - 歌手:研ナオコ
- 野口五郎「針葉樹」
  - 歌手:野口五郎 - 2年連続2度目。
- 西城秀樹「若き獅子たち」
  - 歌手:西城秀樹 - 2年ぶり3度目。

### 大衆賞
- 「あなたがいたから僕がいた」他
  - 歌手:郷ひろみ

### 新人賞
- 角川博（「嘘でもいいの」）
- 新沼謙治（「嫁に来ないか」）
- ピンク・レディー（「ペッパー警部」）
- 芦川よしみ（「雪ごもり」*作曲は審査員の小林亜星）

### 作曲賞
- 「想い出ぼろぼろ」（歌:内藤やす子）
  - 作曲:宇崎竜童

### 編曲賞
- 「メランコリー」（歌:梓みちよ）
  - 編曲:萩田光雄 - 2年連続2度目。

### 作詩賞
- 「横須賀ストーリー」（歌:山口百恵）
  - 作詩:阿木燿子

### 特別賞
- 美空ひばり
- ダーク・ダックス

### 企画賞
- 「山田五十鈴を聴く」
  - 日本フォノグラム(株)
- 「我等のテナー：藤原義江全集」
  - ビクター音楽産業(株)  - 5年ぶり2度目。

### 審査委員会選奨
- 二葉百合子
- 加山雄三

### 中山晋平賞 西条八十賞
- 小林亜星
- 阿久悠

## TV中継スタッフ
- 運営プロデューサー：野中杉二、砂田実／政田一喜、中村寿雄、大友和夫
- 構成：保富康午、松原史明
- 音楽：長洲忠彦、半間厳一
- 指揮：長洲忠彦
- 演奏：森寿男とブルーコーツ、高橋達也と東京ユニオン、ベストアンサンブル
- コーラス：日本合唱協会、フィーリング・フリー
- 技術スタッフ
  - 技術：佐藤一郎
  - T・D：田中浩
  - 映像：大野健三
  - カラー調整：西沢正捷
- 美術制作：和田一郎
- 美術デザイン：宮澤利昭
- 中継担当：
- プロデューサー：小松敬、吉田恭爾
- 演出：桂邦彦、平山賢一
- 製作著作：TBS
- 主催：社団法人 日本作曲家協会、日本レコード大賞制定委員会、日本レコード大賞実行委員会